# Chrysophyllum prieurii
Chrysophyllum prieurii là một loài thực vật có hoa trong họ Hồng xiêm. Loài này được A.DC. mô tả khoa học đầu tiên năm 1844.